# Сулейман Сеид-бей
Сулейман Сеид-бей (Сулейман Сеид; тур. Süleyman Seyyid; 1842—1913) — турецкий художник, мастер натюрмортов. В течение 36 лет преподавал рисование в турецких военно-учебных заведениях. Являлся представителем первого поколения художников Османской империи, писавших картины на европейский манер.

## Биография
Сулейман Сеид родился в 1842 году в Стамбуле в зажиточной семье Хаджи Исмаила-Эфенди. Его дед, в честь которого он был назван, был ремесленником, мастером инкрустации перламутром. 
Учился в Военной академии в Стамбуле, причём в годы обучения его наброски углем и акварели привлекли внимание его преподавателя рисования — художника Джованни Шранца (1794–1882). Шранц призывал способного ученика всецело посвятить себя искусству. 
Окончив Академию с присвоением офицерского звания, Сулейман Сеид отправился в Париж, где около 8 лет учился в Высшей школе изящных искусств под руководством лександра Кабанеля. 
Посетив затем Рим для завершения образования, он в 1871 году вернулся в Стамбул, где в дальнейшем преподавал рисунок в Военной и Военно-медицинской академиях. Написал иллюстрированный труд «Искусство построения перспективы» (остался в рукописи).
Постепенно повышаясь по службе, достиг звания полковника, однако не исполнял других официальных обязанностей, кроме преподавания. В свободное время давал уроки живописи и французского языка детям из богатых семей, писал статьи об искусстве для стамбульских периодических изданий, а также организовывал выставки с намерением познакомить османскую публику с европейскими стилями живописи.
Как художник, писал в основном фруктовые и цветочные натюрморты, многие из которых до сих пор хранятся в частных коллекциях.
В 1910 году вышел в отставку в звании полковника. В 1913 году скончался в Стамбуле.

## Галерея

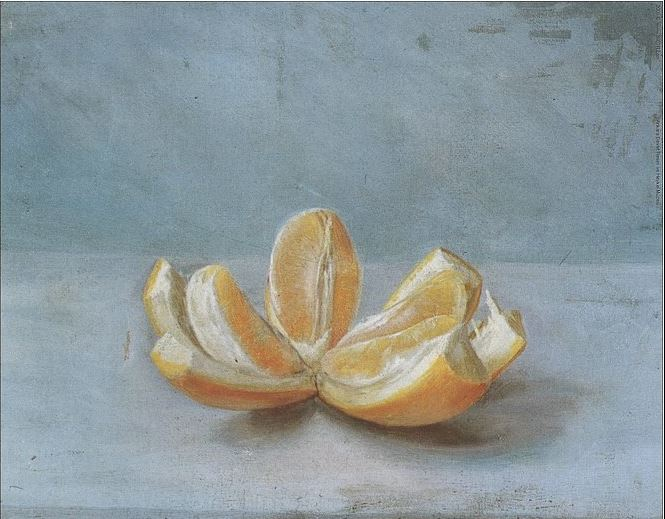
Апельсин
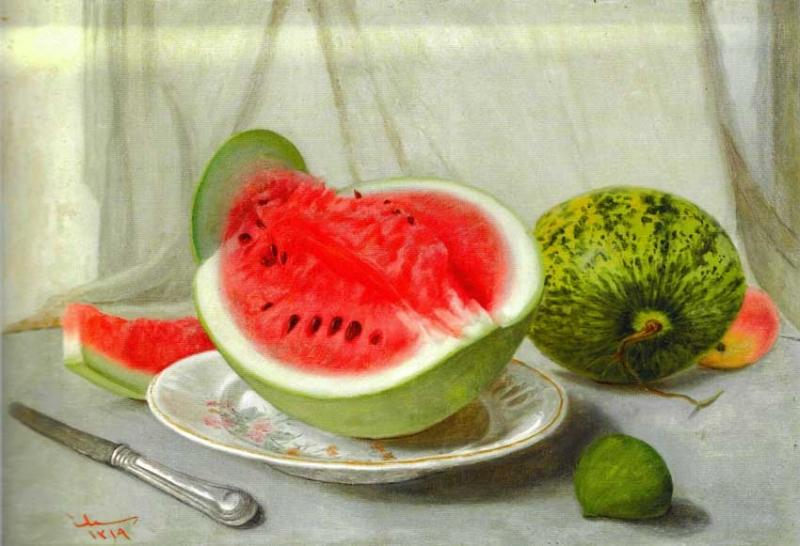
Арбуз
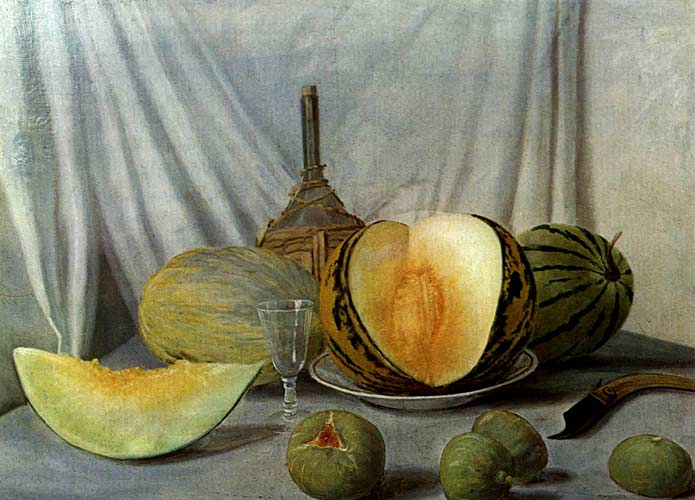
Натюрморт с дынями и инжиром
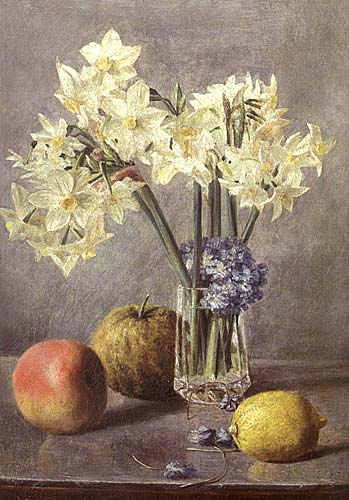
Натюрморт